# Pierrette Adams
Pierrette Adams (Pointe-Noire, República del Congo; 5 de mayo de 1962), apodada «Mère Z»,  es una cantante congoleña, quien tuvo base durante muchos años en Abiyán en Costa de Marfil, y desde 2003, en Dakar en Senegal. Desde 1994, ha lanzado siete álbumes, más un disco de grandes éxitos en 2004.

## Biografía
Pierrette Adams nació en 1962, en Pointe-Noire, República del Congo.
Antes de trabajar profesionalmente como cantante, fue azafata de la desaparecida aerolínea panafricana Air Afrique.

### Carrera
La carrera de Adams como cantante no tuvo éxito hasta que se trasladó a Abiyán, en Costa de Marfil. Con la asistencia de Boncana Maïga, de Africando, pudo comenzar su carrera como cantante; lanzando su álbum debut Journal Intime en 1994.
En 2003, se mudó a Dakar en Senegal, porque su esposo tuvo que mudarse allí para trabajar. Su álbum de 2003 Anesthésie fue bien recibido; y, así fue nominada para el Kora All Africa Music Awards de 2003.
Pierrette tuvo una "infancia difícil", y así sus canciones cubren temas que incluyen abuso infantil, injusticia e infidelidad.

## Obra

### Discografía
- Journal Intime (1994)
- Mal de Mère (1996)
- Je Vous Salue Maris (1999)
- Absolument (2000)
- Anesthésie (2003)
- Best Of 10 Ans + Inédit "Nasuba" (2004)
- Coma Profond  (2007)
- 7e Jour  (2012)

### Giras
- The African Tour - marzo/octubre de 1995
- Je Vous Salue Maris Tour - noviembre de 1999/julio de 2000
- Déchirage Tour - enero de 2001/abril de 2002
- Anesthésie Tour : Dechirage Act 2 - febrero/noviembre de 2004
- The Ones Tour - septiembre/noviembre de 2006
- Pierrecité Tour  - enero/agosto de 2008
- 7e Tour - abril/septiembre de 2013
- Mon Paradis c'est vous Tour - noviembre de 2013
- FEMUA 2014 3 al 5 de abril de 2014
- Miss Afrique International Europe 2014 - mayo/julio 2014
- Concert Pour La Paix avec Alpha Blondy ; 15 de marzo de 2015 en Abiyán